# Колонізація Місяця

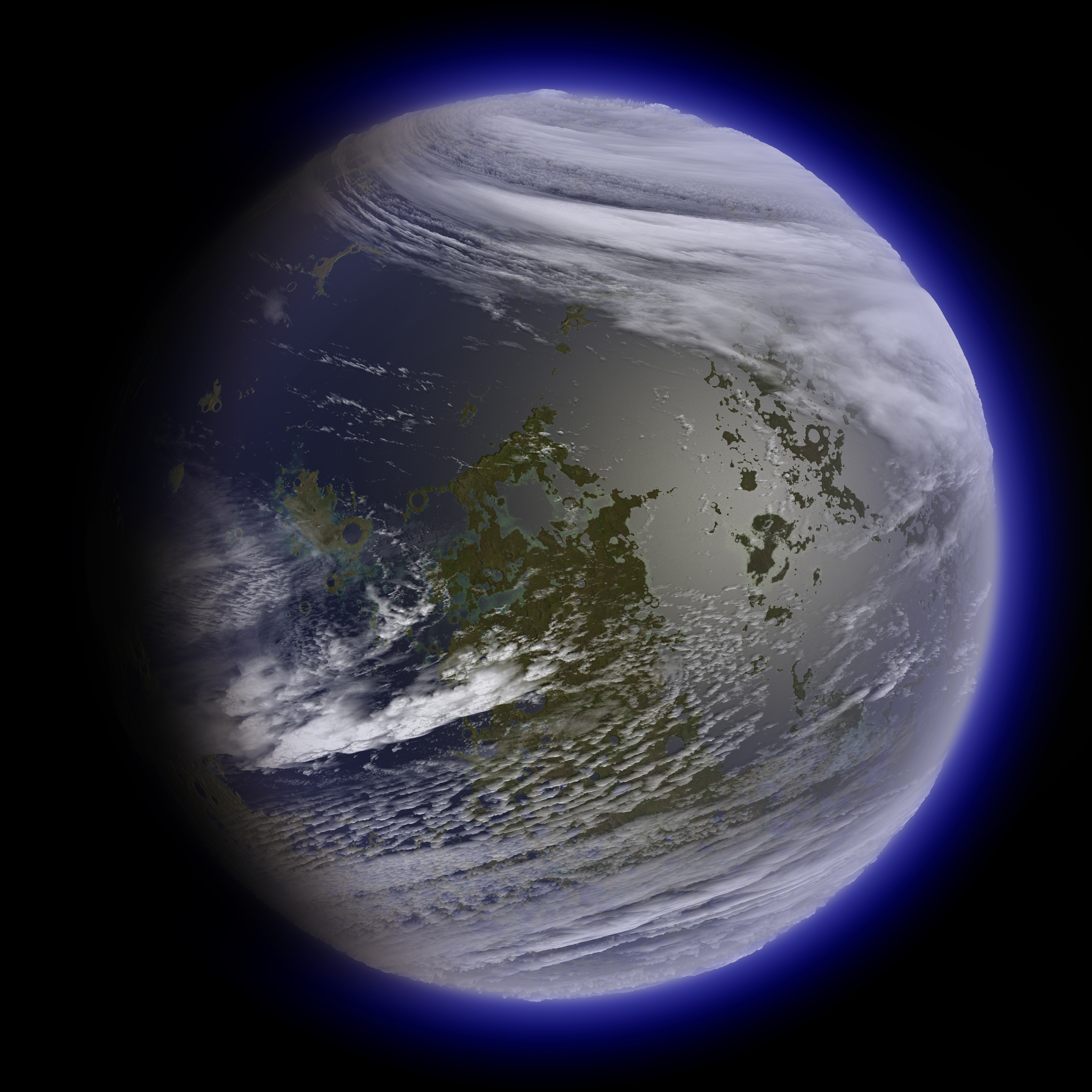
Тераформований Місяць (вигляд з Землі) в уявленні сучасного художника

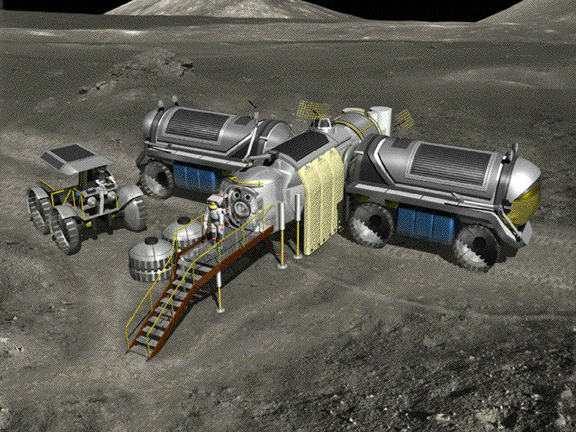
Проєкт колонізації Місяця 2005 року.

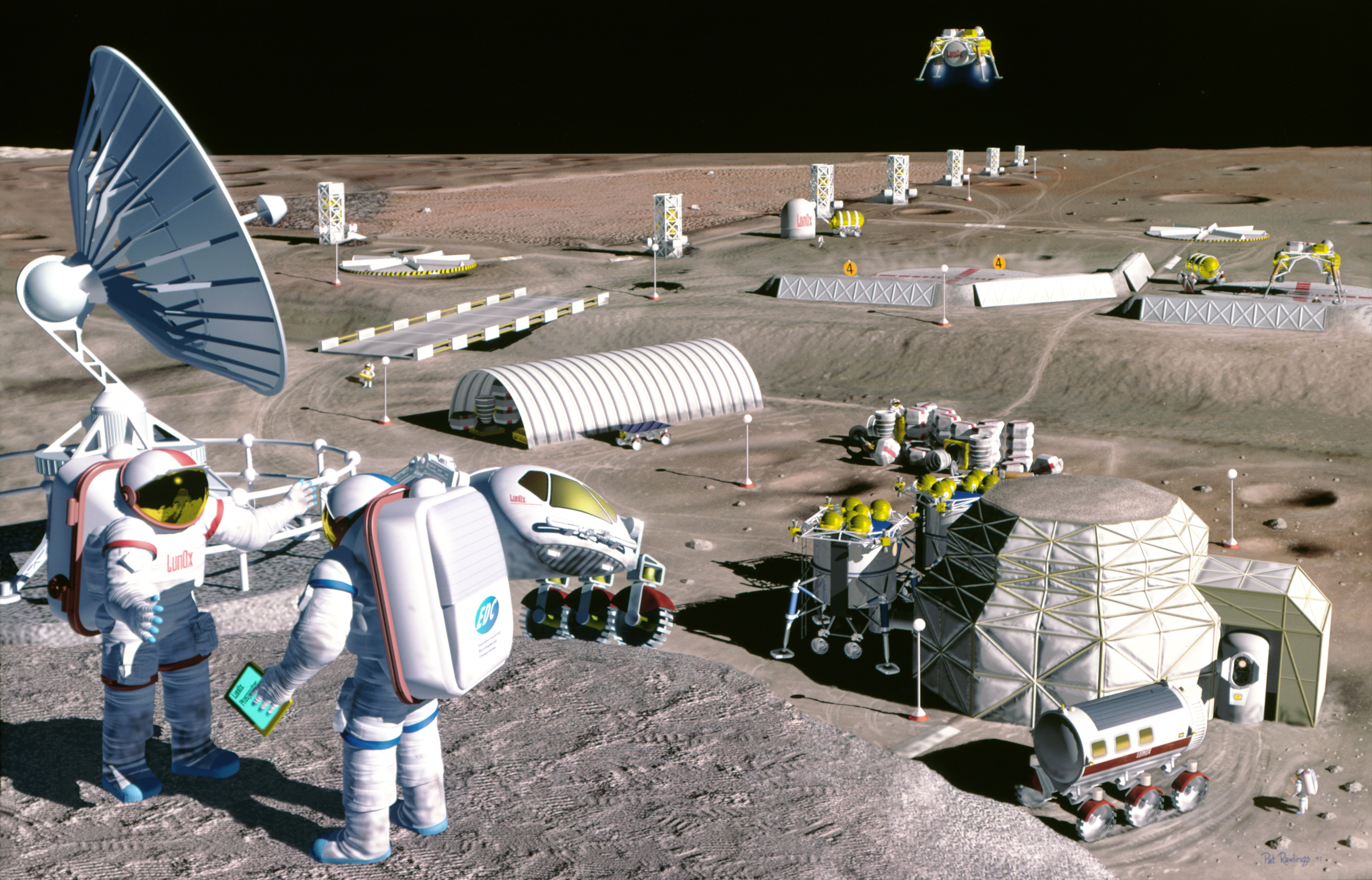
Телевізійна станція НАСА однієї з місячних баз.

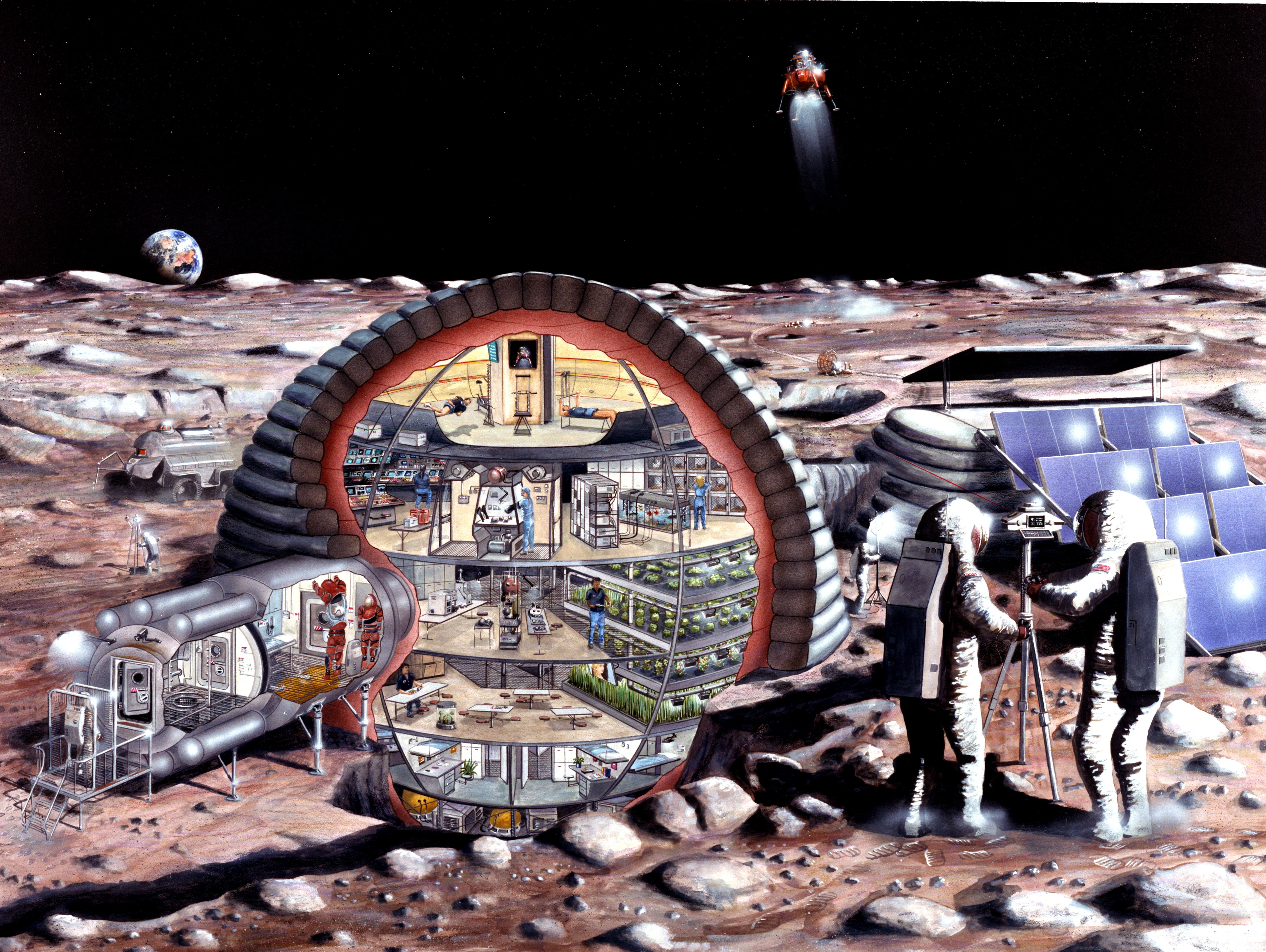
Місячна база з надувним модулем. Ескіз НАСА.

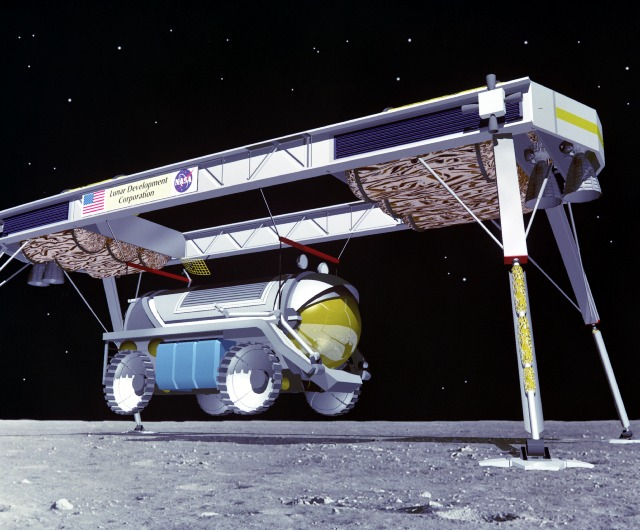
Місячний всюдихід, вивантажуваний із корабля. Ескіз.

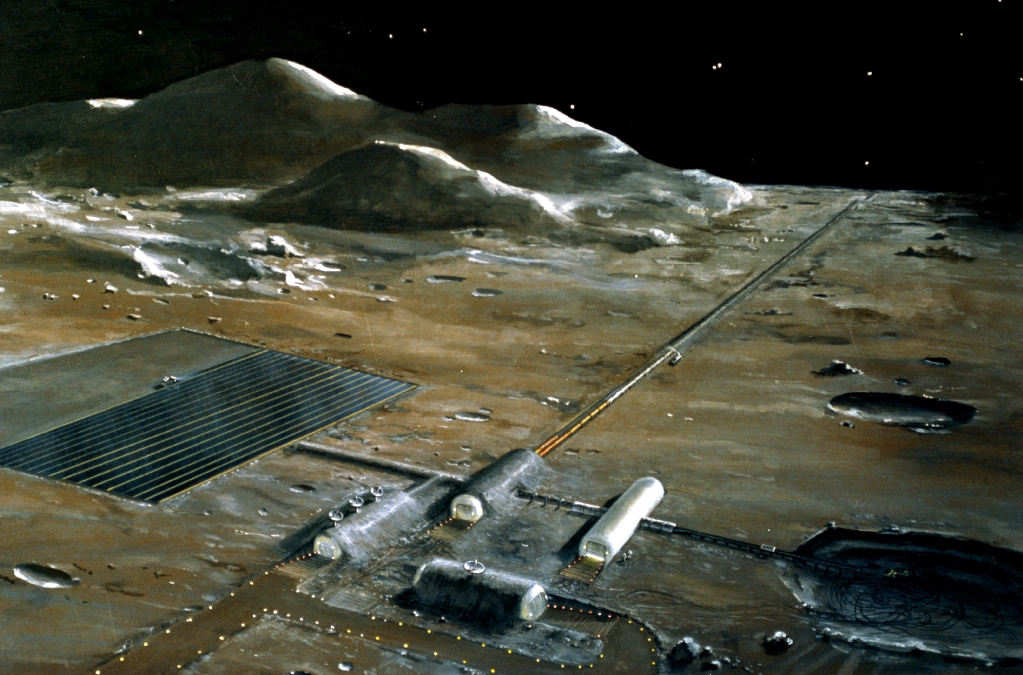
Місячна база з електромагнітною катапультою (довга будова, що тягнеться за горизонт). Ескіз.

Колонізація Місяця — один з етапів космічної експансії людства, що охоплює попереднє теоретичне підґрунтя проєкту, будівництво різних комплексів та споруд на супутнику і заселення їх людиною. Місяць — єдине небесне тіло, на якому побувала людина, і перше небесне тіло, зразки якого були доставлені на Землю (США доставили 380 кілограмів, СРСР — 324 грами місячного ґрунту).

## Історія ідеї
Колонізація Місяця і плани щодо створення населеної бази на ньому виникли ще до космічної ери. У 1638 році єпископ Джон Вілкінс написав «Дискурс про новий світ та інші планети», у якому передбачив можливість людської колонії на Місяці. Такий же крок згодом запропонував Костянтин Ціолковський (1857—1935). З 1950-х років ряд концепцій і проєктів були запропоновані вченими, інженерами тощо.
У 1954 році Артур Кларк, письменник-фантаст США, запропонував проєкт місячної бази — спеціальні надувні модулі, вкриті місячним пилом як ізоляцією. Космічний корабель, зібраний на низькій навколоземній орбіті, розпочне запуск до Місяця, і астронавти перебуватимуть у створених іглу-подібних модулях з усім необхідним технологічним обладнанням. Наступними будуть такі кроки: створення великих і постійних куполів; очищувач повітря на основі водоростей; ядерний реактор для забезпечення потужності та електромагнітної гармати для запуску вантажів і палива для міжпланетних судів у просторі.

### Проєкт «Горизонт»
У 1959 році велися дослідження над проєктом «Горизонт», що стосувався плану армії США зі створення форту на Місяці до 1967 року. Проєктом керував Гайнц-Герман Келле, німецький ракетний інженер Військового агентства балістичних ракет (ABMA). У проєкті стверджувалося, що перша посадка здійснюватиметься двома «солдатами-космонавтами» в 1965 році, а пізніше настане час тотального будівництва. Завдяки численним запускам (61 Сатурн I та 88 Сатурн II), 245 тонн вантажів будуть перевозитися на заставу до 1966 року.

### Підземна місячна база
У 1962 році Джон ДеНайк і Стенлі Зан опублікували своє уявлення про підземну базу, розташовану в Морі Спокою: екіпаж повинен складатися з 21 людини в модулях, місце розташування яких на 4 м нижче поверхні, що, як вважалося, забезпечить радіаційний захист. Вони виступали за ядерні реактори для виробництва енергії, тому що вважали їх ефективнішими, ніж сонячні панелі, а також це могло б подолати проблеми довгої ночі на Місяці. Для системи життєзабезпечення був запропонований теплообмінник на основі газу водоростей.

### Місячний ковчег
У 2007 році Джим Берк (Міжнародний космічний університет Франції) зауважив, що люди повинні бути орієнтовані на збереження культури людства в разі зникнення цивілізації через зіткнення астероїда із Землею. Був запропонований місячний ковчег. Подальше планування може бути прийняте до розгляду Робочою групою міжнародного освоєння Місяця (ILEWG).

## Сучасність
НАСА розробляло космічну програму «Сузір'я», у рамках якої повинна створюватися нова космічна техніка і необхідна інфраструктура для забезпечення польотів нового космічного корабля до МКС, а також на Місяць. Також планувалося створення постійної бази на Місяці і в перспективі польотів на Марс. Проте, за рішенням президента США Барака Обами від 1 лютого 2010 року, фінансування програми у 2011 році було припинено.
У лютому 2010 року НАСА представило новий проєкт: «аватари» на Місяці, що міг бути реалізований вже через 1000 днів. Його основна ідея полягає в організації експедиції на Місяць за участю роботів-аватарів (пристроїв телеприсутності) замість людей. Завдяки цьому інженери, які займаються організацією польоту, можуть не застосовувати важливі системи життєзабезпечення, натомість можна використати менш складний і недорогий космічний корабель. Для керування роботами-аватарами експерти НАСА пропонують використовувати високотехнологічні костюми дистанційної присутності (на зразок костюма віртуальної реальності). Один і той самий костюм можуть «вдягати» кілька фахівців з різних галузей науки по черзі. Наприклад, під час вивчення особливостей місячної поверхні, управляти «аватаром» може геолог, а потім у костюм телеприсутності може одягатися фізик.

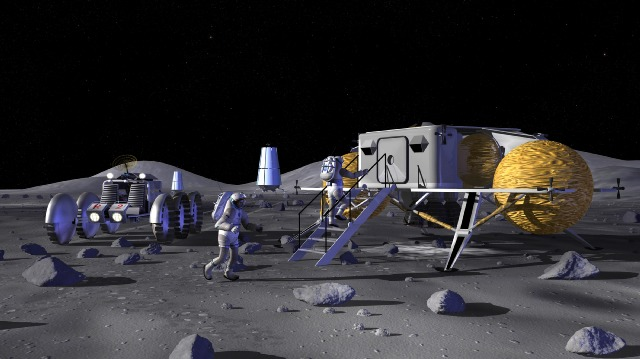
Ось так виглядатиме місячна база у 2024 році (проєкт).

У зв'язку з тим, що до початку 2011 року фінансова криза у світі повністю закінчилася, дуже велика імовірність того, що країни, які відмовилися або згорнули місячну програму, знову повернуться до неї.
У 2004 році президент США Джордж Буш закликав до плану повернення пілотованих польотів на Місяць до 2020 року. Через нову ініціативу НАСА опублікувало новий довгостроковий план, що передбачав будівництво бази на Місяці як перевалкового пункту по дорозі на Марс. Проєкт передбачає побудову місячного форпосту на одному з полюсів Місяця до 2024 року, що, за умови комфортного розташування, буде можливо постійно використовувати сонячну енергію на полюсах (і тому зміни температури протягом місячного дня будуть менш екстремальними) і запаси води й корисних копалин, знайдених неподалік. Це — так зване використання ресурсів in situ.
Крім того, у плані Європейського космічного агентства (ЄКА) йшлося про створення постійної населеної місячної бази після 2030 року.
Росія оголосила аналогічні плани відправити людину на Місяць до 2030 року і створити там постійну базу кількома роками пізніше.
Китайські науковці заявили, що Китайська Народна Республіка могла б висадити людину на Місяць до 2030 року.
Японія та Індія також мають плани на місячну базу після 2030 року.
Жоден із цих планів не охоплює постійних жителів на Місяці. Замість цього вони закликають до вильоту місій, у деяких випадках до розширених експедицій та використання обертових членів екіпажу, як це зараз робиться для Міжнародної космічної станції.
Місія НАСА LCROSS/LRO була запланована до запуску в жовтні 2008 року, проте вона була відкладена до 18 червня 2009 року в результаті зіткнення LCROSS з Місяцем о 11:30 UT на 9 жовтня 2009 року. Метою є підготовка майбутніх досліджень Місяця.
У 2018 році американська компанія Blue Origin заявила, що у 2023 році людина розпочне колонізацію Місяця. До цього часу корабель Blue Origin має сісти на поверхню супутника.
За оцінками фахівців, загальні світові витрати на проєктування та виробництво системи життєзабезпечення для майбутніх астронавтів космічної програми «Артеміда» складуть не менше 1 млрд дол.

## Освоєння Місяця

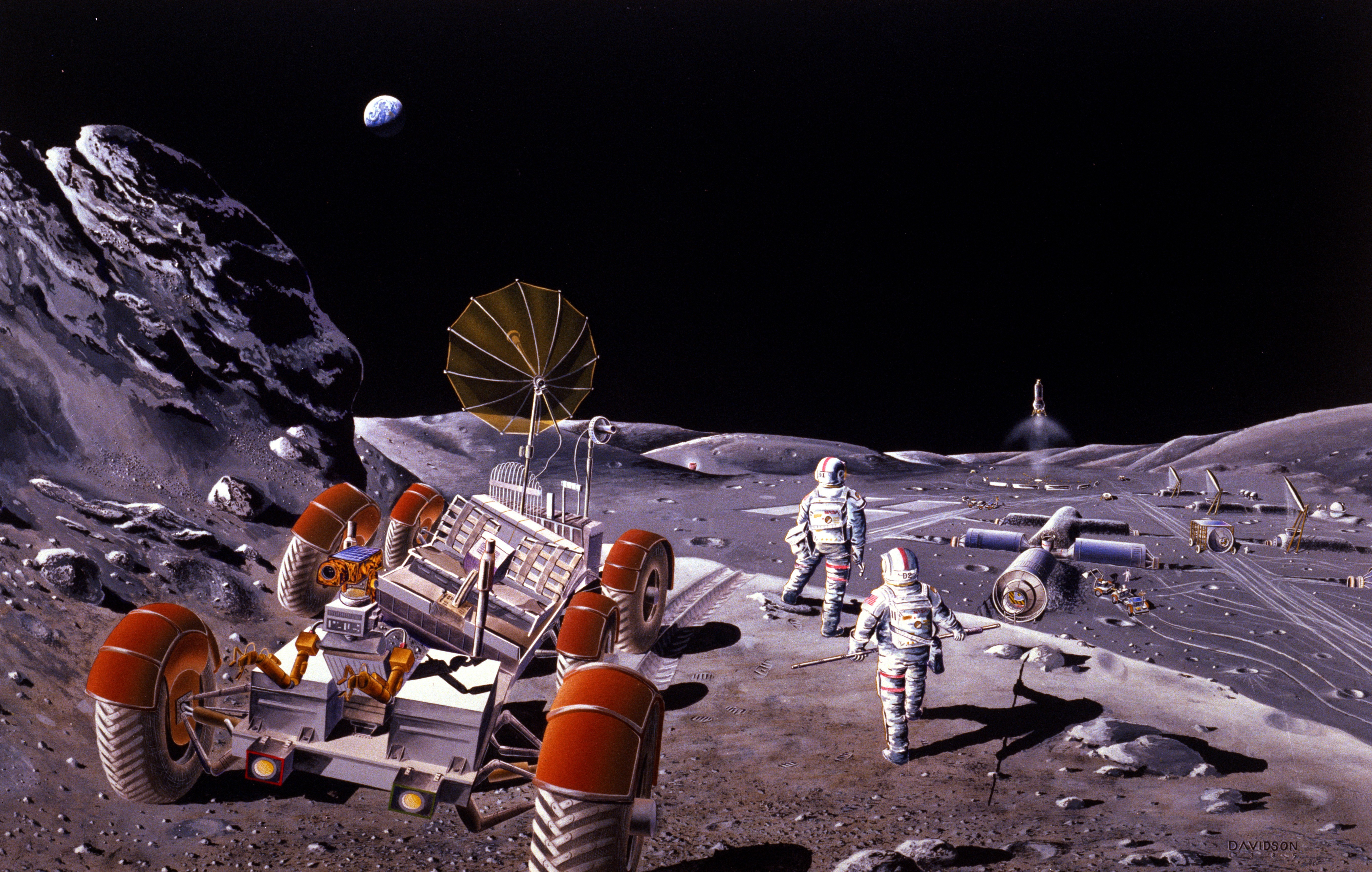
1986 р. Колонізація Місяця. Уявлення художника-фантаста.

Дослідження Місяця почалися в 1959 році, коли радянський космічний апарат «Луна-2» здійснив аварійну посадку на поверхню супутника. У тому ж році «Луна-3» передала на Землю знімки зворотного боку Місяця, поклавши тим самим початок десятирічної серії безпілотних досліджень.

Відповідаючи на радянську програму освоєння космосу, президент США Джон Ф. Кеннеді 25 травня 1961 року повідомив Конгрес США:
Я вважаю, що наша країна має взяти на себе досягнення мети з посадки людини на Місяць до кінця цього десятиліття і повернення його благополучно на Землю.
У тому ж році радянське керівництво зробило деякі зі своїх перших публічних заяв про посадку людини на Місяць і створення місячної бази.
Пілотовані дослідження місячної поверхні почалися в 1968 році, коли космічний корабель «Аполлон-8» вирушив на орбіту Місяця з трьома астронавтами на борту. Це був перший прямий погляд людства на зворотний бік супутника. У наступному році двоє астронавтів у місячному модулі «Аполлона-11» висадилися на Місяці, довели спроможність подорожей туди, виконали науково-дослідну роботу і повернулися зі зразками матеріалів.
Додаткові місії на Місяць продовжували етап розвідки. У 1969 році «Аполлон-12» приземлився поруч із «Сервеєр-3», демонструючи можливість точного приземлення. Після майже катастрофи «Аполлона-13» «Аполлон-14» став останньою місією, під час якої астронавти були у карантині після повернення з Місяця. Використання пілотованого корабля було продемонстровано в 1971 році з місяцеходом в «Аполлоні-15». «Аполлон-16» здійснив першу посадку в високогір'ї Місяця. Проте зацікавленість у подальшому дослідженні Місяця слабшала серед американської громадськості. У 1972 році «Аполлон-17» став останнім космічним кораблем програми «Аполлон», а подальші місії були скасовані директивою тогдішнього президента США Річарда Ніксона. Натомість увагу було повернуто до програми «Спейс Шаттл» і пілотованих польотів поблизу орбіти Землі.
Програма радянської «Луни» не змогла виконати пілотований політ до супутника. Проте в 1966 році «Луна-9» став першим зондом, який здійснив м'яку посадку і повернувся з місячної поверхні. «Луна-16» в 1970 році повернувся з першими зразками радянського місячного ґрунту, у той час як у 1970 і 1973 роках під час програми «Місяцехід» два роботи висадилися на Місяці. «Луноход-1» вивчав місячну поверхню 322 дні, а контакт із «Луноход-2» був втрачений приблизно через 4 місяці його роботи. У 1974 році стався кінцевий радянський політ на Місяць, через два роки після останньої американської пілотованої посадки.
У наступні десятиліття інтерес до вивчення Місяця майже зник, і лише кілька ентузіастів підтримували повернення програми щодо вивчення супутника. Однак докази місячної криги на полюсах, зібрані апаратами НАСА «Клементина» (1994) і Lunar Prospector (1998), відродили деяку дискусію, так само як і потенціал зростання китайської космічної програми, що передбачає власну місію на Місяць. Подальші дослідження відзначили, що там може існувати набагато менше льоду, ніж спочатку вважалося, однак у вересні 2009 року зонд «Чандраян-1» виявив, що місячний реголіт містить 0,1 % води за вагою, — це справжня революція у теоріях 40-річної давнини.

### Місячна база, місячна база або місячна колонія
Це об'єкт на або під поверхнею Місяця, що забезпечує людську діяльність на Місяці. Таким чином, він відрізняється від місячної космічної станції на орбіті навколо Місяця, як і заплановані Місячні ворота програми Artemis. Місячні бази можуть бути призначені для роботизованого або людського використання, в обох випадках не обов'язково включаючи місячні житла.
Місії на Місяць досі реалізували лише тимчасові одномісні бази (база Спокій є першою), а також деякі невеликі постійні установки. Плани створення об'єктів на Місяці, які могли б забезпечити постійну діяльність людини на Місяці та навіть довгострокове проживання на Місяці, були запропоновані та активно реалізуються космічними агентствами на національному та дедалі більшому міжнародному рівні, хоча пряма колонізація Місяця, оскільки створення територіальних ексклавів заборонена міжнародним космічним правом.

### Вода на Місяці
У вересні 2009 року НАСА оголосило, що за допомогою індійського «Чандраян-1» була виявлена вода на Місяці.
13 листопада 2009 року НАСА оголосило, що місія LCROSS виявила велику кількість водяного льоду на Місяці.
У березні 2010 року НАСА повідомило, що радар НАСА Mini-SAR на борту «Чандраян-1» виявив запаси льоду на північному полюсі Місяця. Передбачається, що є принаймні 600 млн тонн льоду на північному полюсі в листах (щодо чистого льоду — принаймні пару метрів).

## Переваги та недоліки
Залишаючи осторонь загальні питання про те, що людські колонії за межами Землі є можливими і науково бажаними у світлі економічної ефективності, прихильники колонізації космосу відзначають, що у Місяця є свої переваги й недоліки як майданчика для колонії такого типу.

### Переваги
- Розміщення колонії на супутнику Землі могло б дати багате джерело матеріалу для будівництва космічних об'єктів й інших цілей, включаючи захист від радіації. Кількість енергії, що потрібна для запуску об'єктів з Місяця в космос, значно менша, ніж від Землі в космос. Тобто не виключається використання Місяця як будівельного майданчика або проміжної заправної станції для космічних апаратів. Деякі варіанти прихильників колонізації космосу передбачають використання електричних приладів прискорення (масивні драйвери) для приведення в рух об'єктів з поверхні Місяця без створення ракет.
- Місяць є найближчим великим тілом у Сонячній системі до Землі.
- Економічна. Космічний туризм та туризм на Місяць.
- Інформаційна.
  - Якщо Місяць буде колонізований, то можна було б перевірити реакцію людей під час перебування в умовах низької гравітації, а ці результати могли б бути використані для створення життєздатної колонії на Марсі.
- Місячну колонію можна буде легко побачити з Землі, що надихне багатьох людей серйозніше розглянути переваги майбутньої колонізації космосу і надихаючи майбутніх лідерів, космонавтів, науковців.
- У січні 2006 року Микола Севастьянов, колишній президент Ракетно-космічної корпорації «Енергія», офіційно оголосив, що головною метою російської космічної програми буде видобуток на Місяці гелію-3 шляхом переробки місячного реголіту.Постійну станцію на Місяці ми плануємо створити вже до 2015 року, а з 2020 року може початися промисловий видобуток на супутнику Землі рідкісного ізотопу — гелію-3.Літати до Місяця буде багаторазовий корабель «<Кліпер», а допомагати йому в будівництві Місячної бази почне міжорбітальний буксир «Пором». Проте дані офіційної заяви залишилися на совісті М. М. Севастьянова, оскільки Росія не визнає існування в неї місячної програми на кшталт американської. Про інші джерела фінансування також поки нічого не відомо. Присутність гелію-3 в місячних мінералах представники НАСА також вважають серйозним приводом для освоєння супутника.

### Недоліки
Тривала присутність людини на Місяці вимагатиме вирішення низки проблем. Так, атмосфера і магнітне поле Землі затримують велику частину сонячної радіації. В атмосфері також згорає безліч мікрометеоритів. На Місяці без розв'язання радіаційної і метеоритної проблем неможливе створення умов для нормальної колонізації. Під час сонячних спалахів створюється потік протонів та інших часток, здатних бути загрозою для космонавтів. Однак ці частки мають не надто велику проникність, і захист від них є вирішуваною проблемою. Крім того, ці частки мають низьку швидкість, а значить, є час для того, щоб сховатися в антирадіаційні укриття. Набагато більшу проблему являє жорстке рентгенівське випромінювання. Розрахунки показали, що астронавт після 100 годин на поверхні Місяця з імовірністю 10 % отримає небезпечну для здоров'я дозу (0,1 грея). У разі ж сонячного спалаху небезпечну дозу можна отримати протягом декількох хвилин.
Окрему проблему представляє місячний пил. Місячний пил складається з гострих частинок (оскільки немає згладжуючого впливу ерозії), а також має електростатичний заряд. Унаслідок цього місячний пил проникає скрізь і абразивним зношуванням зменшує термін роботи механізмів. Потрапляючи в легені, він стає загрозою для здоров'я людини. Зокрема, у ньому містяться мінерали, які вкрай токсичні та можуть спровокувати у людини ракові захворювання.
Комерціалізація також неочевидна. Необхідність у великих кількостях гелію-3 поки відсутня. Наука ще не змогла досягти контролю над термоядерною реакцією. Найбільш багатообіцяючим проєктом у цьому відношенні в цей час (початок 2011 року) є масштабний Міжнародний експериментальний термоядерний реактор (ITER), будівництво якого передбачається закінчити у 2035 році. Після цього піде близько 20 років експериментів. Промислове використання термоядерного синтезу, за найоптимістичнішими прогнозами, очікується не раніше 2050 року. У зв'язку з цим, до того часу видобуток гелію-3 не становитиме промислового інтересу.
Космічний туризм також не можна назвати рушійною силою освоєння Місяця, оскільки необхідні на поточному етапі вкладення не зможуть окупитися в розумний час за рахунок туризму.
Усі ці аргументи призводять до того, що почали з'являтися пропозиції щодо зміщення основної уваги на колонізацію Марса.